# Ometecuhtli
Ometecuhtli (nah. „Pan Dwoistości”) lub Tonacatecuhtli (nah. „Pan Naszego Ciała”) – w mitologii azteckiej i innych ludów Nahua męska część najwyższego boga Ometeotl, dawcy życia, stworzyciela wszystkich bogów i ludzi. Kalendarzowy bóg 1 dnia miesiąca (Cipactli). Razem ze swoją żoną, Omecihuatl – Panią Dwoistości, przebywał w najwyższym poziomie nieba Azteków.